# 格莱尔
格莱尔（法語：Glaire，法語發音：[ɡlɛʁ]）是法国大東部大區阿登省的一个市镇，属于色当区。

## 地理
格莱尔（49°42'39"N, 4°54'53"E）面积6.46 平方千米，位于法国大東部大區阿登省，该省份为法国北部内陆省份，西接埃纳省，南至马恩省，东临默兹省，北与比利时接壤。
与格莱尔接壤的市镇（或旧市镇、城区）包括：栋什里、弗卢万、色当。

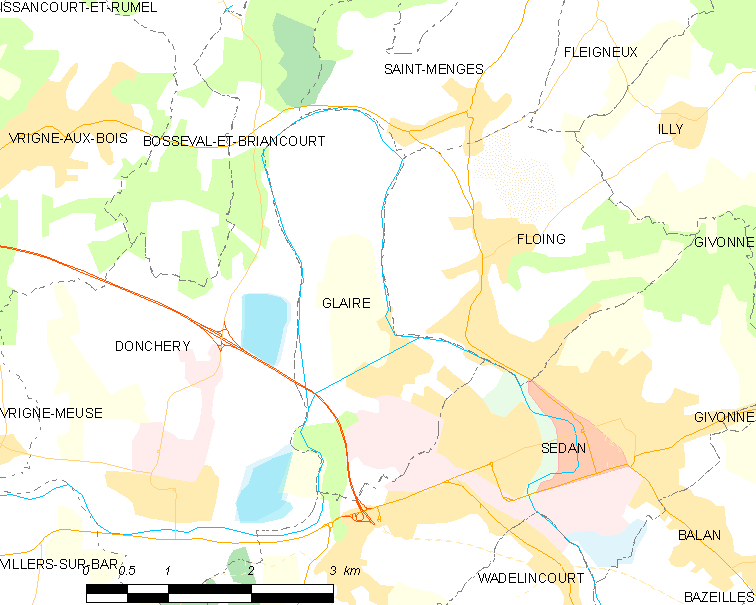
格莱尔的OSM定位图

格莱尔的时区为UTC+01:00、UTC+02:00（夏令时）。

## 行政
格莱尔的邮政编码为08200，INSEE市镇编码为08194。

## 政治
格莱尔所属的省级选区为色当第二县。

## 人口

1962-2008年间格莱尔人口变化图示

格莱尔于2022年1月1日时的人口数量为824人。